# Puyréaux
Puyréaux – miejscowość i gmina we Francji, w regionie Nowa Akwitania, w departamencie Charente.
Według danych na rok 1990 gminę zamieszkiwały 403 osoby, a gęstość zaludnienia wynosiła 50 osób/km² (wśród 1467 gmin regionu Poitou-Charentes, Puyréaux plasuje się na 624. miejscu pod względem liczby ludności, natomiast pod względem powierzchni na miejscu 938.).